# Broerkerk (Groningen)
De Broerkerk in Groningen was een middeleeuwse kerk, verbonden aan het Franciscanerklooster dat in die periode in de stad werd gesticht. De kerk stond aan de Broerstraat en werd vanaf de 17e eeuw ook wel de Academiekerk genoemd. 
De eerste Broerkerk werd waarschijnlijk in de 13e eeuw gebouwd. Rond 1267 werd Otto Sickinghe, een van de eerst bekende burgemeesters van de stad, daar begraven. Bij de voorbereidingen voor de bouw van de Sint-Martinuskerk in 1893 werden kloostermoppen uit de 13e eeuw aangetroffen, wat wijst op een vroeg kerkgebouw op die locatie. Vermoedelijk betrof het een bescheiden kerkje. Afgaande op de afbeeldingen en opmetingen van de Broerkerk is vastgesteld dat in de 15e eeuw een nieuwe en grotere Broerkerk moet zijn gebouwd.
In 1499 werd Nittert Fox in de kerk begraven. De Broerkerk was de eerste kerk in de stad die in gebruik werd gegeven aan de protestanten. Na de Reductie van Groningen werd de kerk in 1614 in gebruik genomen als kerk van de universiteit. In 1702 bouwde Arp Schnitger een pijporgel voor de kerk, waarvoor hij pijpwerk uit het voorloperorgel gebruikte dat in 1679 was gebouwd door Hendrick Hermans van Loon. In 1815 werd de kerk ter beschikking gesteld aan de Groningse katholieken. Het orgel werd toen door J.W. Timpe naar Der Aa-kerk verplaatst. De kerk bleek echter te bouwvallig en werd daarom in 1895 gesloopt.
Ter plaatse van het gesloopte gebouw verrees in 1895 de neogotische Sint Martinuskerk, die in 1956 werd verheven tot kathedraal. Deze werd op zijn beurt gesloopt in 1982. Tegenwoordig staat hier de Universiteitsbibliotheek. De stoffelijke resten die in en om de kerk werden gevonden, werden herbegraven op het R.K. Kerkhof. Boven dit grafveld werd de luidklok van de Sint Martinuskerk geplaatst in een klokkenstoel. 

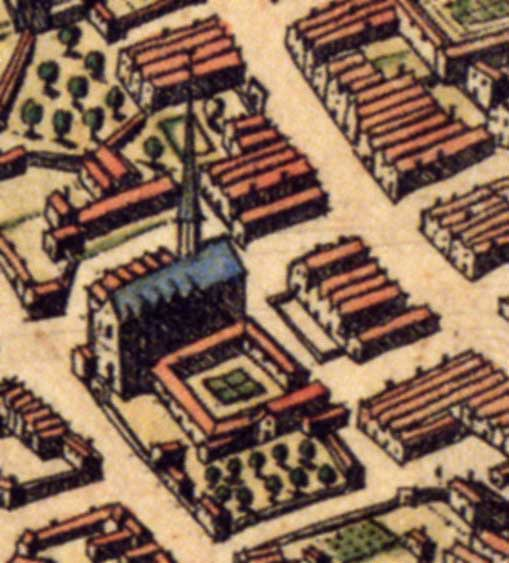
De Broerkerk op de plattegrond van Groningen uit de stedenatlas van Georg Braun en Frans Hogenberg uit 1575
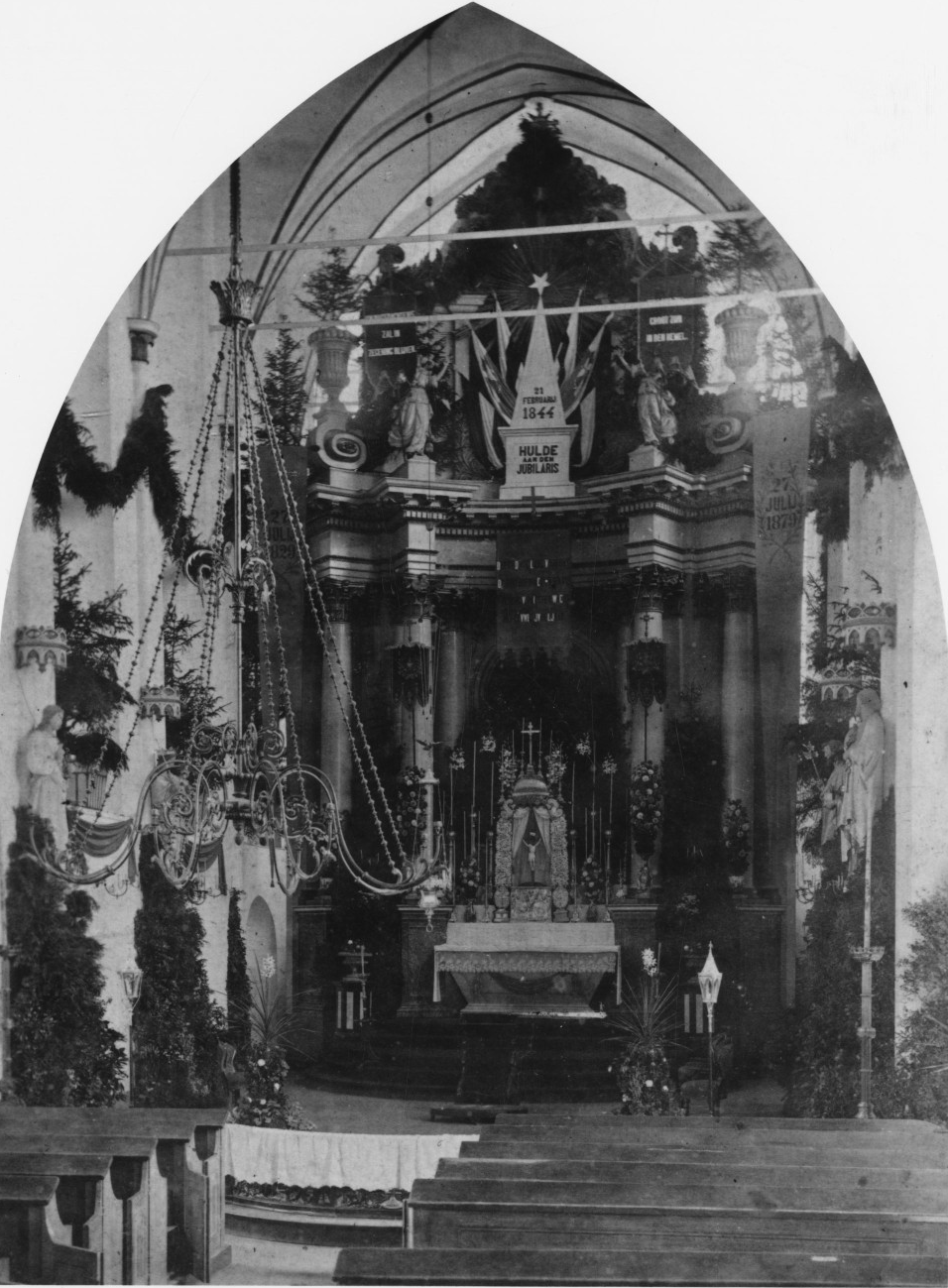
Hoofdaltaar eind 19e eeuw